# Vienna 95ers
Die Vienna 95ers – WAT XX ist ein Inline-Skaterhockey-Verein, der 1995 in Wien gegründet wurde und seitdem an der österreichischen Bundesliga der ISHA teilnimmt.
Organisatorisch eingebettet ist das Team im Wiener Arbeiterturnverein Brigittenau (WAT 20) und hat deshalb seinen Heimplatz am Gelände der Sportanlage Hopsagasse im 20. Bezirk.

## Geschichte
Der Verein wurde 1995 in Wien gegründet und fand nach kurzer Suche seinen Heimplatz auf der Sportanlage Hopsagasse im 20. Bezirk. Aufgrund stetig steigenden Mitgliederzahlen und vereinspolitischer Entscheidungen wurden in den darauf folgenden Jahren zwei weitere Teams ins Leben gerufen, damit eine durchgehende Entwicklung und Spielmöglichkeit der Teammitglieder sichergestellt wird. Aktuell spielt je ein Team in der Bundesliga, ein weiteres in der Nationalliga und das dritte in der Wiener Landesliga. Insgesamt umfasst der Verein ca. 55 Spieler. In den letzten Jahren gab es auch immer eine Jugendmannschaft, die an der Jugendmeisterschaft teilgenommen hat. Inzwischen gibt es wieder eine eigene Nachwuchsabteilung der Vienna 95ers, die versucht, an die Erfolge der letzten Jahre wieder anzuschließen.

## Erfolge
| Vienna 95ers WAT XX - 2012: Österr. Vize-Staatsmeister - 2011: Österr. Bundesliga 3. Platz - 2010: Österr. Bundesliga 3. Platz - 2009: Österr. Vize-Staatsmeister - 2008: Meisterschaft 7. Platz - 2007: Meisterschaft 6. Platz - 2006: Meisterschaft 4. Platz - 2005: Meisterschaft 5. Platz - 2004: Wiener Landesmeister - 2003: Österr. Staatsmeister - 2002: Meisterschaft 5. Platz, Wiener Landesmeister - 2001: Meisterschaft 3. Platz, Vize Wiener Landesmeister - 2000: Meisterschaft 4. Platz, Wiener Landesmeister - 1999: Österr. Staatsmeister, Wiener Landesmeister - 1998: Meisterschaft 3. Platz - 1997: Meisterschaft 8. Platz - 1996: Meisterschaft 9. Platz, U-18 Staatsmeister |  | Vienna 95ers WAT XX (II) - 2012: Nationalliga 5. Platz - 2011: Meister Nationalliga - 2010: Nationalliga Vizemeister - 2009: Nationalliga Vizemeister - 2008: 3. Platz 2. Division - 2007: Meister 2. Division - 2006: Vizemeister 2. Division - 2005: Vizemeister 2. Division - 2004: Meister 2. Division - 2003: Meister 2. Division - 2002: 7. Platz 2. Division - 2001: 5. Platz 2. Division |  | Vienna 95ers WAT XX (III) - 2012: Landesliga W/Nö 5. Platz - 2011: Landesliga W/Nö 5. Platz - 2010: Landesliga W/Nö 3. Platz - 2009: Vizemeister Landesliga W/Nö - 2008: 3. Division Vizemeister - 2007: 3. Division 4. Platz - 2006: 3. Division 7. Platz - 2005: 3. Division 8. Platz |

## Aktuelle Vereinsstruktur
- Spartenleiter: Mario Meyer
- Stv. Spartenleiter: Alexander Burger
- Organisation & Stv. Finanzen: Christian Zöberer
- Finanzen & Stv. Organisation: Roman Randa
- Öffentlichkeitsarbeit und Medienberichte: Mathias Müllner
- Obmann: Martin Zinke

## Mannschaft

### Kader Vienna 95ers
Stand: 16. Mai 2011
| Torhüter    | Torhüter   | Torhüter            | Torhüter            | Torhüter          | Torhüter         | Torhüter     | Torhüter                |
| Nr.         |            | Name                | Name                | Geburtsdatum      | Geburtsort       | Im Team seit | Letztes Team            |
| ----------- | ---------- | ------------------- | ------------------- | ----------------- | ---------------- | ------------ | ----------------------- |
| 38          | Tschechien | Patrik Olsak        | Patrik Olsak        | 2. September 1989 | Tschechien       | 2011         | Vienna Hawks            |
| 69          | Osterreich | Andreas Künz        | Andreas Künz        | 18. Juli 1985     | Wien, Österreich | 2008         | Vienna Capitals         |
| Verteidiger |            |                     |                     |                   |                  |              |                         |
| Nr.         |            | Name                | Name                | Geburtsdatum      | Geburtsort       | Im Team seit | Letztes Team            |
| 88          | Osterreich | Markus Maschat (C)  | Markus Maschat (C)  | 22. Dezember 1980 | Wien, Österreich | 1995         |                         |
| 8           | Osterreich | Bernhard Schabel    | Bernhard Schabel    | 9. Mai 1991       | Wien, Österreich | 2009         |                         |
| 74          | Osterreich | Pierre Graf         | Pierre Graf         | 31. März 1988     | Wien, Österreich | 2009         | RSG Leopoldstadt Devils |
| 19          | Osterreich | Peter Rosenauer     | Peter Rosenauer     | 5. Februar 1988   | Wien, Österreich | 2009         | RSG Leopoldstadt Devils |
| 55          | Osterreich | Martin Zinke        | Martin Zinke        | 21. Juni 1979     | Wien, Österreich | 2011         |                         |
| 21          | Polen      | Maciej Postek       | Maciej Postek       | 1. August 1990    | Polen            | 2007         | Vienna Capitals         |
| Stürmer     |            |                     |                     |                   |                  |              |                         |
| Nr.         |            | Name                | Name                | Geburtsdatum      | Geburtsort       | Im Team seit | Letztes Team            |
| 9           | Osterreich | Dominik Staribacher | Dominik Staribacher |                   | Wien, Österreich | 2011         | Stockerauer Monkeys     |
| 18          | Osterreich | Mario Gruber        | Mario Gruber        | 29. August 1986   | Wien, Österreich | 2011         |                         |
| 61          | Osterreich | Christoph Schabel   | Christoph Schabel   | 8. Oktober 1989   | Wien, Österreich | 2009         |                         |
| 44          | Osterreich | Mario Kubeczka      | Mario Kubeczka      | 11. Mai 1989      | Wien, Österreich | 2004         |                         |
| 12          | Osterreich | Thomas Konzett      | Thomas Konzett      |                   | Wien, Österreich | 2011         |                         |
| 89          | Osterreich | Michael Hrouda (A)  | Michael Hrouda (A)  | 10. April 1981    | Wien, Österreich | 1995         |                         |

### Kader Vienna 95ers (II)
Stand: 16. Mai 2011
| Torhüter    | Torhüter   | Torhüter            | Torhüter            | Torhüter           | Torhüter                | Torhüter     | Torhüter                |
| Nr.         |            | Name                | Name                | Geburtsdatum       | Geburtsort              | Im Team seit | Letztes Team            |
| ----------- | ---------- | ------------------- | ------------------- | ------------------ | ----------------------- | ------------ | ----------------------- |
| 29          | Osterreich | Alexander Hanzal    | Alexander Hanzal    | 29. Juni 1988      | Wien, Österreich        | 2009         | KSV Wienstrom Skorpions |
| Verteidiger |            |                     |                     |                    |                         |              |                         |
| Nr.         |            | Name                | Name                | Geburtsdatum       | Geburtsort              | Im Team seit | Letztes Team            |
| 77          | Osterreich | Mathias Müllner (C) | Mathias Müllner (C) | 30. Dezember 1986  | Wien, Österreich        | 2005         |                         |
| 88          | Osterreich | Christian Zöberer   | Christian Zöberer   | 19. Februar 1987   | Wien, Österreich        | 2005         | THC Torpedo Donaustadt  |
| 8           | Osterreich | Paul Kiciak         | Paul Kiciak         | 8. Mai 1987        | Wien, Österreich        | 2004         | HC Die 48er             |
| 20          | Osterreich | Roman Rysavik (A)   | Roman Rysavik (A)   | 20. Jänner 1985    | Wien, Österreich        | 1999         |                         |
| 42          | Osterreich | Patrick Böhm        | Patrick Böhm        | 15. Oktober 1979   | Wien, Österreich        | 1995         | HC Die 48er             |
| Stürmer     |            |                     |                     |                    |                         |              |                         |
| Nr.         |            | Name                | Name                | Geburtsdatum       | Geburtsort              | Im Team seit | Letztes Team            |
| 72          | Slowakei   | Michal Vodrazka     | Michal Vodrazka     | 9. September 1992  | Martin Zilina, Slowakei | 2011         | Iron Spiders            |
| 85          | Osterreich | Roman Randa (A)     | Roman Randa (A)     | 11. April 1987     | Wien, Österreich        | 2005         | THC Torpedo Donaustadt  |
| 98          | Slowakei   | Adam Vodrazka       | Adam Vodrazka       | 4. Oktober 1996    | Martin Zilina, Slowakei | 2011         | Iron Spiders            |
| 91          | Osterreich | Nick Schönherr      | Nick Schönherr      | 21. September 1992 | Wien, Österreich        | 2005         | Vienna 95ers U16        |
| 96          | Osterreich | Markus Ostrogorski  | Markus Ostrogorski  | 22. Jänner 1987    | Wien, Österreich        | 2004         |                         |

### Kader Vienna 95ers (III)
Stand: 16. Mai 2011
| Torhüter    | Torhüter   | Torhüter                    | Torhüter                    | Torhüter           | Torhüter                | Torhüter     | Torhüter                |
| Nr.         |            | Name                        | Name                        | Geburtsdatum       | Geburtsort              | Im Team seit | Letztes Team            |
| ----------- | ---------- | --------------------------- | --------------------------- | ------------------ | ----------------------- | ------------ | ----------------------- |
| 31          | Osterreich | Patrick Gindl               | Patrick Gindl               | 31. Juli 1987      | Wien, Österreich        | 2007         |                         |
| 77          | Osterreich | Roman Punzci                | Roman Punzci                | 13. August 1981    | Wien, Österreich        | 2011         |                         |
| 0           | Osterreich | Michael Lehner              | Michael Lehner              |                    | Wien, Österreich        | 2011         |                         |
| Verteidiger |            |                             |                             |                    |                         |              |                         |
| Nr.         |            | Name                        | Name                        | Geburtsdatum       | Geburtsort              | Im Team seit | Letztes Team            |
| 9           | Osterreich | Christian Gressel           | Christian Gressel           | 29. Jänner 1985    | Wien, Österreich        | 2004         |                         |
| 13          | Osterreich | Matthias Schreckenstein (C) | Matthias Schreckenstein (C) | 13. April 1987     | Wien, Österreich        | 2004         | THC Torpedo Donaustadt  |
| 14          | Osterreich | Thomas Graf                 | Thomas Graf                 | 14. August 1980    | Wien, Österreich        | 1999         |                         |
| 48          | Osterreich | Martin Zöberer              | Martin Zöberer              | 17. September 1989 | Wien, Österreich        | 2012         |                         |
| 67          | Slowakei   | Roman Vodrazka              | Roman Vodrazka              | 6. Juni 1967       | Martin Zilina, Slowakei | 2011         | Iron Spiders            |
| 94          | Osterreich | Manuel Mila                 | Manuel Mila                 | 7. September 1993  | Wien, Österreich        | 2001         | Vienna 95ers U16        |
| Stürmer     |            |                             |                             |                    |                         |              |                         |
| Nr.         |            | Name                        | Name                        | Geburtsdatum       | Geburtsort              | Im Team seit | Letztes Team            |
| 12          | Osterreich | Markus Mila                 | Markus Mila                 | 7. Mai 1992        | Wien, Österreich        | 2003         | Vienna 95ers U16        |
| 15          | Osterreich | Markus Straka               | Markus Straka               | 24. September 1997 | Wien, Österreich        | 2006         | Vienna 95ers U16        |
| 16          | Osterreich | Daniel Dollenz (A)          | Daniel Dollenz (A)          | 6. Juni 1990       | Wien, Österreich        | 2006         | THC Torpedo Donaustadt  |
| 26          | Osterreich | Niklas Prerauer             | Niklas Prerauer             | 14. July 1995      | Wien, Österreich        | 2011         |                         |
| 27          | Osterreich | Martin Volf                 | Martin Volf                 | 13. August 1989    | Wien, Österreich        | 2010         | KSV Wienstrom Skorpions |
| 38          | Osterreich | Bernhard Skribany           | Bernhard Skribany           | 27. Oktober 1991   | Wien, Österreich        | 2003         | Vienna 95ers U16        |
| 69          | Osterreich | Mathias Gressel (A)         | Mathias Gressel (A)         | 28. August 1982    | Wien, Österreich        | 1999         |                         |